# Phrazes for the Young
Phrazes For The Young é o álbum de estreia de Julian Casablancas, vocalista do The Strokes, em carreira solo. Lançado em 2 de novembro de 2009 no Reino Unido em 3 de novembro de 2009 nos Estados Unidos. No Brasil, foi lançado no dia 15 de novembro.
O álbum também conta com uma edição de luxo, lançada dia 19 de dezembro de 2009 e disponível à venda no site oficial de Julian.
Nesta edição, as oito faixas ganharam duas versões: a convencional, em CD, e outra em vinil. A caixa inclui ainda um livreto de 48 páginas, autografado pelo artista, um DVD com performances acústicas ao vivo do cantor e um botton da gravadora Cult Records. O box contém também um segundo CD, com demos e B-sides das músicas, além de um pôster dupla-face.
O primeiro single do álbum é a faixa 11th Dimension, que possui clipe. O segundo single lançado dia 21 de Dezembro de 2009, "I Wish It Was Christmas Today" faz parte das faixas bônus do álbum.

## Lista de faixas
| N.º | Título                       | Duração |  |
| 1.  | "Out Of The Blue"            | 4:41    |  |
| 2.  | "Left & Right In The Dark"   | 4:54    |  |
| 3.  | "11th Dimension"             | 4:03    |  |
| 4.  | "4 Chords Of The Apocalypse" | 4:59    |  |
| 5.  | "Ludlow St."                 | 5:42    |  |
| 6.  | "River Of Brakelights"       | 5:08    |  |
| 7.  | "Glass"                      | 5:20    |  |
| 8.  | "Tourist"                    | 5:02    |  |

1. ↑  https://rollingstone.uol.com.br/noticia/julian-casablancas-diz-que-e-frustrante-comparacao-entre-strokes-e-trabalho-solo/
2. ↑  https://pitchfork.com/news/36366-julian-casablancas-debuts-solo-album-cover-new-songs-live-in-japan/
3. ↑  https://www.nme.com/reviews/reviews-julian-casablancas-10925-318290